# Philipp Vielhauer
Philipp Adam Christoph Vielhauer (Bali (Camerun), 3 dicembre 1914 – Bonn, 23 dicembre 1977) è stato un presbitero camerunese naturalizzato tedesco, di fede luterana. Fu uno studioso del Cristianesimo primitivo e degli apocrifi del Nuovo Testamento.
È noto soprattutto per essere stato il primo studioso tedesco a riconoscere le citazioni delle epistole paoline nel Libro degli Atti.

## Biografia
Philipp Vielhauer nacque in Camerun dal Rev. (poi Dr.) Gustav Adolf e da April Vielhauer, entrambi della Missione di Basilea. Adolf Vielhauer risiedeva in Camerun già da 20 anni. La madre morì in Camerun nel 1925.
Fu ordinato sacerdote l'11 giugno 1936 nella circoscrizione luterana di Karlsruhe-Durlach. Come altri che avevano già partecipato al movimento della Chiesa confessante negli anni dell'università, nel 1937, anche da pastore, si rifiutò di firmare un documento a sostegno del regime nazista e perse il suo lavoro a Baden. Dal 1935 al 1941 trovò un altro impiego presso la chiesa luterana di Stoccarda-Untertürkheim.  Nel 1941 fu coscritto e, tre anni dopo, rimase gravemente ferito a Toropets, in Russia.
Dal 1947 al 1949 insegnò all'Università di Gottinga e, dal 1950 fino alla morte, all'Università di Bonn.

## Pubblicazioni
- Aufsätze zum Neuen Testament, Monaco di Baviera, Chr. Kaiser Verlag, Vol. 1 (1965), Vol. 2 (1979).
- Zum "Paulinismus" der Apostelgeschichte, 1950, English translation: On the Paulinism of Acts, in Leander E. Keck, J. Louis Martyn (eds.), Studies in Luke-Acts. Essays Presented in Honor of Paul Schubert, Nashville: Abingdon Press 1966, pp. 33–50 (questo saggio dimostrò che l'autore degli Atti conosceva almeno alcune delle lettere di Paolo)).
- Geschichte der urchristlichen Literatur: Einleitung in das Neue Testament, die Apokryphen und die Apostolischen Vater, Berlino: Walter de Gruyter, 1975.
- Jewish-Christian Gospels in Hennecke e Schneemelcher, New Testament Apocrypha, John Kxnox Press, 1991.